# Korgau
Korgau is een ortschaft van de stad Bad Schmiedeberg in de Duitse deelstaat Saksen-Anhalt. Korgau ligt twee kilometer zuidoostelijk van Bad Schmiedeberg aan de oostelijke rand van de Dübener Heide.

## Geschiedenis
Korgau bestaat uit de twee ortsteilen Groß- en Kleinkorgau, die op 1 juli 1950 werden samengevoegd tot de gemeente Korgau. De beide dorpen werden rond 1400 voor het eerst genoemd. Tot 30 juni 2009 was Korgau een zelfstandige gemeente.